# Eau Zoo
Eau Zoo is een Belgische film uit 2014 onder regie van Emilie Verhamme. De film ging in première op het Film Fest Gent 2014.

## Verhaal
De film volgt twee adolescenten Lou en Martin, die op een eiland wonen en trachten te ontsnappen van hun overbeschermende ouders. De omstandigheden dreigen hen echter uit elkaar te drijven.

## Rolverdeling
| Acteur           | Personage |
| ---------------- | --------- |
| Martin Nissen    | Martin    |
| Delphine Girard  | Isabelle  |
| Margaux Lonnberg | Lou       |
| Clément Bertrand | Charles   |
| Clément Louis    | Colin     |

## Productie
De film werd opgenomen in Frankrijk met een klein budget, namelijk het geld dat Verhamme kreeg voor de VAF Wildcard die ze overhield aan haar kortfilm Tsjernobyl Hearts.